# Železniška postaja Imeno
Železniška postaja Imeno je ena izmed železniških postaj v Sloveniji, ki oskrbuje bližnje naselje Imeno.
Na postaji je obstajal mednarodni železniški mejni prehod med Slovenijo in Hrvaško, ki pa ni obratoval, odkar je bil na progi ukinjen mednarodni promet.